# Лупольт (князь Оломоуца)
Лупольт (Липольт) или Лупольд (Люпольд, Леопольд) (чеш. Lupolt (Lupold); ок. 1102 — 1143) — князь Оломоуцкий в 1135—1137 годах, младший сын князя Чехии Борживоя II и австрийской принцессы Герберги (Хельбирги) фон Бабенберг, дочери маркграфа Австрии Леопольда II Красивого.
Лупольт был посажен на престол в Оломоуцком княжестве по воле чешского князя Собеслава I в 1135 году. Однако уже через два года, в 1137 году, князь Собеслав I отнял Оломоуцкое княжество у Лупольта и передал его своему сыну Владиславу. Это стало первым шагом к утверждению Владислава как наследника Собеслава I в качестве чешского князя. Градиштенские анналы по этому поводу лаконично сообщают:

«В лето 1137… Князь Люпольд был изгнан из Моравии. Сын князя Собеслава Владислав был возведён на престол».
После смерти чешского князя Собеслава I и восшествия на престол его племянника Владислава II в 1140 году Лупольт присоединился к восстанию удельных князей против нового князя Чехии, в котором также участвовал старший брат Лупольта Спытигнев. Лупольт поддерживал мятеж князей вплоть до 1142 года. Спустя год Лупольт умер, не оставив потомства. По другим данным, Лупольт умер в 1157 году.